# Gilberte Swann
Gilberte Swann és un personatge de A la recerca del temps perdut de Marcel Proust. És la filla de Charles Swann i d'Odette de Crécy.

## Aparicions a laRecerca
Gilberte apareix per a la primera vegada a Pel cantó de Swann quan el narrador és presentat als Swann. S'enamora d'ella però la seva relació s'anirà progressivament malmetent fins que el narrador se'n va a Balbec. És evocada novament a Albertine desapareguda quan el narrador la troba sense reconèixer-la, en un primer moment, mentre que intenta de deslligar-se d'Albertine. Aquesta trobada és encara més significativa en tant que recorda al narrador la seva separació de Gilberte qui, havent adoptat el nom del seu pare adoptiu, M. de Forcheville, després de la mort del seu pare Charles Swann, ha esdevingut marquesa de Saint-Loup pel seu matrimoni amb Robert de Saint-Loup, que constitueix l'enllaç entre el cantó d'en Swann i el de Guermantes. El narrador a arribar en efecte, progressivament i definitivament, a oblidar Gilberte. De fet, passarà el mateix amb Albertine abans la seva partença, aquesta vegada, cap a Venècia.

## Intèrprets en adaptacions cinematogràfiques
- Isabelle Huppert a Les Cent Livres : À la recherche du temps perdu de Claude Santelli (1971)
- Emmanuelle Rosenthal a L’amor de Swann de Volker Schlöndorff (1984)
- Eleanor David i Zoe Mair (infància) en el documental britànic The Modern World: Ten Great Writers, episodi Marcel Proust's A la recherche du temps perdu de Nigel Wattis (1988)
- Emmanuelle Béart i Camille Du Fresne (enfance) a Le Temps retrouvé de Raoul Ruiz (1999)
- Marie-Sophie Ferdane a À la recherche du temps perdu de Nina Companeez (2011)